# فلاكورة فيتية
فلاكورة فيتية (الاسم العلمي:Flacourtia vitiensis) هي نوع من النباتات تتبع جنس الفلاكورة من الفصيلة الصفصافية.